# Volta a Boyacá
A Volta a Boyacá (oficialmente: Vuelta a Boyacá - Gobernación de Boyacá) é uma concorrência ciclística por etapas colombiana de categoria nacional que percorre o departamento de Boyacá e é organizada pela Liga de Ciclismo desse departamento.
A carreira tem uma duração menor a uma semana e é considerada como a quarta prova mais importante do calendário da Federação Colombiana de Ciclismo depois do Tour Colombia, a Volta à Colômbia e o Clássico RCN.
A primeira edição correu-se em 1976 baixo a denominação de "Clásica de Boyacá", denominação que por disposição da Federação Colombiana de Ciclismo mudou em 1996 ao de "Volta a Boyacá".
O primeiro ganhador foi o boyacense Cristóbal Pérez. Os ciclistas com mais edições vencidas são Julio Alberto Rubiano, Álvaro Sierra, Israel Ochoa e Óscar Javier Rivera, com três vitórias a cada um.
A partir do ano 2014 corre-se de maneira paralela a cada edição, a Volta a Boyacá Feminina com um percurso menor sendo a primeira ganhadora a boyacense Ana Milena Fagua. A ciclista com mais edições vencidas é Ana Cristina Sanabria, com três vitórias.

## Palmarés

### Masculino
| Ano  | Ganhador              | Segundo                 | Terceiro                 |
| ---- | --------------------- | ----------------------- | ------------------------ |
| 1976 | Cristóbal Pérez       | Luis Gutiérrez          | Efraín Polido            |
| 1977 | Manuel Ignacio León   | Plinio Casas            | Julio Alberto Rubiano    |
| 1978 | Julio Alberto Rubiano | Luis Carlos Manrique    | Manuel Ignacio Gutiérrez |
| 1979 | Não disputada         | Não disputada           | Não disputada            |
| 1980 | Julio Alberto Rubiano | José Patrocínio Jiménez | Fabio Navarro            |
| 1981 | Julio Alberto Rubiano | Fabio Parra             | Edgar Corredor           |
| 1982 | Não disputada         | Não disputada           | Não disputada            |
| 1983 | Segundo Chaparro      | Rafael Tolosa           | Fabio Casas              |
| 1984 | Não disputada         | Não disputada           | Não disputada            |
| 1985 | Omar Hernández        | José Patrocínio Jiménez | Edgar Corredor           |
| 1986 | Fabio Parra           | Heriberto Urán          | Gustavo Wilches          |
| 1987 | Pablo Wilches         | Reynel Montoya          | Fabio Parra              |
| 1988 | Néstor Mora           | Pablo Wilches           | Fabio Parra              |
| 1989 | Luis Alberto González | Néstor Mora             |                          |
| 1990 | Pacho Rodríguez       | Heriberto Urán          |                          |
| 1991 | Néstor Mora           | Ángel Yesid Camargo     | Federico Muñoz           |
| 1992 | Juan Carlos Rosero    | Luis Alberto González   | Hernán Buenahora         |
| 1993 | Raúl Montaña          | Álvaro Sierra           | Libardo Niño             |
| 1994 | Juan Diego Ramírez    | Javier de Jesús Sapata  |                          |
| 1995 | Félix Cárdenas        | Alberto Camargo         |                          |
| 1996 | Julio César Rangel    | Juan Diego Ramírez      | Ángel Yesid Camargo      |
| 1997 | Israel Ochoa          | Jair Bernal             | Álvaro Sierra            |
| 1998 | Álvaro Sierra         | Ángel Yesid Camargo     | Israel Ochoa             |
| 1999 | Álvaro Sierra         | Israel Ochoa            | Félix Cárdenas           |
| 2000 | Libardo Niño          | Álvaro Sierra           | Raúl Montaña             |
| 2001 | Álvaro Sierra         | Ángel Yesid Camargo     | Libardo Niño             |
| 2002 | Libardo Niño          | Álvaro Sierra           | Daniel Rincão            |
| 2003 | Israel Ochoa          | Félix Cárdenas          | Javier de Jesús Sapata   |
| 2004 | Víctor Niño           | Ismael Sarmiento        | Hernán Dario Bonilla     |
| 2005 | Ismael Sarmiento      | Graciano Fonseca        | Israel Ochoa             |
| 2006 | Israel Ochoa          | Santiago Ojeda          | Giovanni Báez            |
| 2007 | Iván Casas            | José Castelblanco       | Uberlino Mesa            |
| 2008 | Fernando Camargo      | Víctor Niño             | Uberlino Mesa            |
| 2009 | Freddy Montaña        | Javier Alberto González | Iván Parra               |
| 2010 | Iván Casas            | Mauricio Neiza          | Álvaro Yamid Gómez       |
| 2011 | Víctor Niño           | Iván Parra              | Fernando Camargo         |
| 2012 | Óscar Sevilla         | Alex Cano               | Luis Largo               |
| 2013 | Jahir Pérez           | Freddy Montaña          | Camilo Gómez             |
| 2014 | Óscar Javier Rivera   | Fernando Camargo        | Miguel Ángel López       |
| 2015 | Javier Gómez          | Robinson Chalapud       | Omar Mendoza             |
| 2016 | Óscar Javier Rivera   | Alexis Camacho          | Miguel Ángel López       |
| 2017 | Óscar Javier Rivera   | Rodrigo Contreras       | Freddy Montaña           |
| 2018 | Germán Chaves         | Diego Ochoa             | Óscar Javier Rivera      |
| 2019 | Diego Camargo         | Brandon Rivera          | Marco Tulio Suesca       |

### Feminino
| Ano  | Ganhadora             | Segunda               | Terça            |
| ---- | --------------------- | --------------------- | ---------------- |
| 2014 | Ana Milena Fagua      | Lorena Colmenares     | Jessenia Meneses |
| 2015 | Lorena Colmenares     | Ana Cristina Sanabria | Ana Milena Fagua |
| 2016 | Ana Cristina Sanabria | Lorena Colmenares     | Liliana Moreno   |
| 2017 | Liliana Moreno        | Lorena Colmenares     | Jessica Parra    |
| 2018 | Ana Cristina Sanabria | Jennyfer Ducuara      | Serika Gulumá    |
| 2019 | Ana Cristina Sanabria | Serika Gulumá         | Jennifer Ducuara |

## Estatísticas
Os ciclistas que aparecem em negrito seguem activos.
| Ciclista              | Vitórias | Anos             |
| --------------------- | -------- | ---------------- |
| Julio Alberto Rubiano | 3        | 1978, 1980, 1981 |
| Álvaro Sierra         | 3        | 1998, 1999, 2001 |
| Israel Ochoa          | 3        | 1997, 2003, 2006 |
| Óscar Javier Rivera   | 3        | 2014, 2016, 2017 |
| Néstor Mora           | 2        | 1988, 1991       |
| Libardo Niño          | 2        | 2000, 2002       |
| Iván Casas            | 2        | 2007, 2010       |
| Víctor Niño           | 2        | 2004, 2011       |

| Ciclista              | Vitórias | Anos             |
| --------------------- | -------- | ---------------- |
| Ana Cristina Sanabria | 3        | 2016, 2018, 2019 |

## Palmarés por países
| País     | Vitórias |
| -------- | -------- |
| Colômbia | 37       |
| Equador  | 1        |
| Espanha  | 1        |

| País     | Vitórias |
| -------- | -------- |
| Colômbia | 6        |

## 2
1. ↑  «Rangel vai pelo título». El Tiempo. 23 de agosto de 1996
2. 1 2  «Em duelo de ases, ganho do novato Pérez». El Tiempo. 7 de junho de 1976
3. ↑  «Classificações». El Tiempo. 7 de março de 1977
4. 1 2  Todas as fontes consultadas para elaborar este artigo afirmam que a prova não se disputou em 1978 e sim em 1979, o qual não é verdadeiro e se desmente ao revisar os diários da época. «Ver: Por um segundo ganhou Rubiano». El Tiempo. 29 de maio de 1978
5. ↑  «Geral final». El Tiempo. 3 de março de 1980
6. ↑  «V Clássica de Cundinamarca - Rubiano, outra vez». El Tiempo (revisado em hemeroteca BLAA). 23 de março de 1981
7. ↑  «Ciclismo - Clássica a Boyacá». El Tiempo (revisado em hemeroteca BLAA). 28 de março de 1983
8. ↑  «Hernández Campeão - Clássica de Boyacá». El Tiempo (revisado em hemeroteca BLAA). 11 de fevereiro de 1985
9. ↑  «Mora fechou com triunfo». El Tiempo. 7 de abril de 1986
10. ↑  «Wilches conseguiu seu segundo triunfo em linha». El Tiempo (revisado em hemeroteca BLAA). 13 de abril de 1987
11. ↑  «Me saquei a espinha na contrarrelógio». El Tiempo. 11 de abril de 1988
12. ↑  «Pacho Rodríguez se levou o título». El Tiempo. 25 de maio de 1990
13. ↑  «Um segundo lhe bastou a Mora em Boyacá - Resultados Clássica Boyacá». El Tiempo (revisado em hemeroteca BLAA). 18 de fevereiro de 1991
14. ↑  «Juan C. Rosero 'profanó' o templo - Resultados Clássica Boyacá». El Tiempo (revisado em hemeroteca BLAA). 16 de março de 1992
15. ↑  «Raúl Montaña pela senda dos grandes - Resultados Clássica Boyacá». El Tiempo (revisado em hemeroteca BLAA). 1 de março de 1993
16. ↑  «Ochoa atingiu a coroa de Boyacá». El Tiempo. 7 de abril de 1997
17. ↑  «Contrarrelógio determinou a Volta». El Tiempo. 11 de agosto de 1998
18. ↑  «Resultados Volta a Boyacá». El Tiempo (revisado em hemeroteca BLAA). 7 de junho de 1999
19. ↑  «Volta a Boyacá. Gobernación - Secretaria de Hacienda»
20. ↑  «Volta a Boyacá (Elite/U23)». cyclingnews.com
21. ↑  «Volta a Boyacá: Fernando Camargo campeão. Víctor Niño impôs-se na CRI». revistamundociclistico.com. 4 de outubro de 2008. Consultado em 12 de junho de 2017. Cópia arquivada em 10 de setembro de 2018
22. ↑  «Volta a Boyacá: Freddy Montaña campeão. Diego Quintero ganhou em Tunja». revistamundociclistico.com. 4 de outubro de 2009
23. ↑  «Iván Casas ganhou a Volta a Boyacá». O Espectador. 26 de setembro de 2010
24. ↑  «Volta a Boyacá: Víctor Niño consagrou-se como grande campeão da carreira». revistamundociclistico.com. 18 de setembro de 2011
25. ↑  «Óscar Sevilla ganhou a Volta a Boyacá». O Espectador. 16 de setembro de 2012
26. ↑  «Jair Pérez consagrou-se campeão da Volta a Boyacá». hsbnoticias.com. 22 de setembro de 2013
27. 1 2  «Classificação 5ta etapa homens e 3ra etapa damas e CG final - Volta a Boyacá 2014» (PDF). clasificacionesdelciclismocolombiano.com. 14 de setembro de 2014
28. ↑  «Classificação 5ta etapa e CG final - Volta a Boyacá 2015» (PDF). clasificacionesdelciclismocolombiano.com. 13 de setembro de 2015
29. ↑  «Classificação 5ta etapa e CG final - Volta a Boyacá 2016» (PDF). clasificacionesdelciclismocolombiano.com. 11 de setembro de 2016
30. ↑  «Classificação 5ta etapa e CG final - Volta a Boyacá 2017» (PDF). clasificacionesdelciclismocolombiano.com. 25 de junho de 2017
31. ↑  «Classificação 5ta etapa e CG final - Volta a Boyacá 2018» (PDF). clasificacionesdelciclismocolombiano.com. 25 de junho de 2017
32. ↑  «Classificação 4ta etapa e CG final - Volta a Boyacá 2019» (PDF). www.clasificacionesdelciclismocolombiano.com. 7 de setembro de 2019
33. ↑  «Classificação 3ra etapa damas e CG final - Volta a Boyacá 2015» (PDF). clasificacionesdelciclismocolombiano.com. 13 de setembro de 2015
34. ↑  «Classificação 3ra etapa damas e CG final - Volta a Boyacá 2016» (PDF). clasificacionesdelciclismocolombiano.com. 11 de setembro de 2016
35. ↑  «Classificação 3ra etapa damas e CG final - Volta a Boyacá 2017» (PDF). clasificacionesdelciclismocolombiano.com. 25 de junho de 2017
36. ↑  «Classificação 3ra etapa damas e CG final - Volta a Boyacá 2018» (PDF). clasificacionesdelciclismocolombiano.com. 8 de setembro de 2018
37. ↑  «Classificação 3ra etapa damas e CG final - Volta a Boyacá 2019» (PDF). www.clasificacionesdelciclismocolombiano.com. 7 de setembro de 2019